# PQ–12-es konvoj
A PQ–12-es konvoj egy hajókaraván volt, amelyet a szövetségesek a második világháború során a Szovjetunióba indítottak. A PQ kód azt jelentette, hogy a rakomány nyugatról tart a Szovjetunióba, a 12 a sorszámát jelöli. A teherhajók és kísérőik 1942. március 1-jén indultak el az izlandi Reykjavíkból. A murmanszki kikötőt valamennyi, végig kitartó kereskedelmi hajó elérte 1942. március 12-én.

## Események
A konvoj 1942. március 1-jén hajózott ki Reykjavíkból. A Kijev szovjet szállítóhajó két nap múlva kiesett a karavánból, majd 6-án az El Occidente és a Sztefa felfegyverzett bálnavadász is lemaradt. Március 8-án a Tirpitz csatahajó és kísérő rombolói 90 kilométerre megközelítették a hajókat, de a rossz időjárásban nem látták meg őket. A Friedrich Ihn romboló azonban rábukkant egy öreg szovjet hajóra, az Izhorára, és elsüllyesztette. Március 9-én az HMS Shera bálnavadász, valószínűleg a rá rakódott sok jégtől, felborult, legénységéből hárman meghaltak.

## A hajók

### Kereskedelmi hajók
| A hajó neve      | Nemzetisége        |
| ---------------- | ------------------ |
| Artigas          | Panama             |
| Ballot           | Panama             |
| Bateau           | Panama             |
| Beaconstreet     | Egyesült Királyság |
| Belomorkanal     | Szovjetunió        |
| Capulin          | Panama             |
| Dnyeprosztroj    | Szovjetunió        |
| Earlston         | Egyesült Királyság |
| El Coston        | Panama             |
| El Occidente     | Panama             |
| Empire Byron     | Egyesült Királyság |
| Lancaster Castle | Egyesült Királyság |
| LLandaff         | Egyesült Királyság |
| Navarino         | Egyesült Királyság |
| Szevzaplesz      | Szovjetunió        |
| Stone Street     | Panama             |
| Temple Arch      | Egyesült Királyság |

### Kísérőhajók
| A hajó neve        | Nemzetisége        | Típusa                         |
| ------------------ | ------------------ | ------------------------------ |
| HMS Angle          | Egyesült Királyság | Felfegyverzett halászhajó      |
| HMS Ashanti        | Egyesült Királyság | Romboló                        |
| HMS Berwick        | Egyesült Királyság | Nehézcirkáló                   |
| HMS Chiltern       | Egyesült Királyság | Felfegyverzett halászhajó      |
| HMS Duke of York   | Egyesült Királyság | Csatahajó                      |
| HMS Echo           | Egyesült Királyság | Romboló                        |
| HMS Eclipse        | Egyesült Királyság | Romboló                        |
| HMS Faulknor       | Egyesült Királyság | Romboló                        |
| HMS Fury           | Egyesült Királyság | Romboló                        |
| HMS Gossamer       | Egyesült Királyság | Aknaszedő                      |
| Gremjascsij        | Szovjetunió        | Romboló                        |
| HMS Grove          | Egyesült Királyság | Kísérő romboló                 |
| HMS Harrier        | Egyesült Királyság | Aknaszedő                      |
| HMS Hussar         | Egyesült Királyság | Aknaszedő                      |
| HMS Icarus         | Egyesült Királyság | Romboló                        |
| HMS Inconstant     | Egyesült Királyság | Romboló                        |
| HMS Intrepid       | Egyesült Királyság | Romboló                        |
| HMS Javelin        | Egyesült Királyság | Romboló                        |
| HMS Kenya          | Egyesült Királyság | Könnyűcirkáló                  |
| HMS King Geroge V  | Egyesült Királyság | Csatahajó                      |
| HMS Lancaster      | Egyesült Királyság | Romboló                        |
| HMS Ledbury        | Egyesült Királyság | Kísérő romboló                 |
| HMS Lookout        | Egyesült Királyság | Romboló                        |
| HMS Notts County   | Egyesült Királyság | Felfegyverzett hakászhajó      |
| HMS Offa           | Egyesült Királyság | Romboló                        |
| HMS Onslaw         | Egyesült Királyság | Romboló                        |
| HMS Oribi          | Egyesült Királyság | Romboló                        |
| HMS Punjabi        | Egyesült Királyság | Romboló                        |
| HMS Renown         | Egyesült Királyság | Csatacirkáló                   |
| HMS Sharpshooter   | Egyesült Királyság | Aknaszedő                      |
| HMS Shera          | Egyesült Királyság | Felfegyverzett bálnavadászhajó |
| Susza              | Szovjetunió        | Aknaszedő                      |
| HMS Speedwell      | Egyesült Királyság | Aknaszedő                      |
| HMS Stefa          | Egyesült Királyság | Aknaszedő                      |
| HMS Stella Capella | Egyesült Királyság | Felfegyverzett halászhajó      |
| HMS Sulla          | Egyesült Királyság | Segéd-aknaszedőhajó            |
| Szvega             | Szovjetunió        | Aknaszedő                      |
| HMS Tartar         | Egyesült Királyság | Romboló                        |
| HMS Verdun         | Egyesült Királyság | Romboló                        |
| HMS Victorious     | Egyesült Királyság | Repülőgép-hordozó              |
| HMS Wells          | Egyesült Királyság | Romboló                        |
| HMS Woolston       | Egyesült Királyság | Romboló                        |